# Московска епархија
Московска епархија (рус. Московская епархия) епархија је Руске православне цркве.
Надлежни архијереј је патријарх московски Кирил, а сједиште епархије се налази у Москви.

## Историја
Према Уставу Руске православне цркве прописано је да се Московска епархија састоји из града Москве и Московске области. Њен епархијски архијереј је био патријарх московски и све Русије и у управљању епархијом помагао му је патријарашки намјесник са титулом митрополита крутицког и коломенског који је имао права епархијског архијереја. Територију Московске епархије којом је управљао патријарашки намјесник је одређивао патријарх.
Под називом „Московска градска епархија” или „Епархија града Москве” (рус. Московская городская епархия или Епархия города Москвы) подразумијевао се дио Московске епархије који је патријарх оставио себи на управљање (територија града Москве). У црквеној организацији рачунала се као пуноправна епархија која је имала своју Епархијску скупштину и Епархијски савјет (рус. Епархиальное собрание и Епархиальный совет) и своја викаријатства и викарне архијереје.
Одлуком Светог синода Руске православне цркве од 13. априла 2021. године на територији Московске области образована је Московска митрополија која обједињује пет епархија (Коломенску, Балашихинску, Одинцовску, Подољску и Сергијевопосадску). Сходно томе, арондирана Московска епархија се данас састоји само из града Москве.